# 上海长江河口科技馆
上海长江河口科技馆位于上海市宝山区宝杨路1号吴淞炮台湾湿地森林公园内，由上海市科学技术委员会、宝山区政府和华东师范大学合作共建，是世界上唯一以“河口”命名的科技馆。
该馆是中国全国科普教育基地、全国海洋科普基地、上海市爱国主义教育基地和华东师范大学河口海岸科学综合实验基地。

## 场馆介绍
上海长江河口科技馆于2011年10月18日落成开馆，总建筑面积7707平方米，是上海市宝山区政府与华东师范大学区校合作的重点项目，由华东师范大学国家重点实验室所在单位河口海岸研究院负责内容策划，由华东师范大学设计学院负责从建筑外观到所有馆内展项的设计。
展馆外形犹如一条跃动的鱼，共设有四个常规展厅和一个临时展厅，重点介绍长江河口自然、生态、科技与历史，综合展示世界各主要河口相关知识。 上海长江河口科技馆正对长江、黄浦江的汇流处，与上海吴淞国际邮轮码头、吴淞炮台湾湿地森林公园共同构成滨江景观带。
该馆设有四个常规展厅：
- 序厅
- 资源与环境：以互动游戏的形式介绍河口资源知识；
- 科技与应用：展示中国在河口科研方面所取得的成就；
- 人文与历史：讲述长江三角洲的成长历程。

## 参观信息
- 开放时间：周二至周日9:00-16:30。